# Роттендорф
Ро́ттендорф (нем. Rottendorf) — община в Германии, в земле Бавария.
Подчиняется административному округу Нижняя Франкония. Входит в состав района Вюрцбург. Население составляет 5259 человек (на 31 декабря 2010 года). Занимает площадь 14,83 км². Община подразделяется на 2 сельских округа. На территории общины расположен головной офис компании «S.Oliver».

## Население
По оценке на 31 декабря 2015 года население общины Роттендорф составляет 5354 чел. 

| Дата      | 1840 | 1871 | 1900 | 1925 | 1939 | 1950 | 1961 | 1970 | 1987 | 2011 |
| --------- | ---- | ---- | ---- | ---- | ---- | ---- | ---- | ---- | ---- | ---- |
| Население | 833  | 1002 | 1198 | 1639 | 2076 | 2866 | 3060 | 3935 | 4286 | 5384 |

| Год       | 1960 | 1970 | 1980 | 1990 | 2000 | 2009 | 2010 | 2011 | 2012 | 2013 | 2014 | 2015 |
| --------- | ---- | ---- | ---- | ---- | ---- | ---- | ---- | ---- | ---- | ---- | ---- | ---- |
| Население | 3003 | 3992 | 4274 | 4366 | 4911 | 5302 | 5259 | 5358 | 5322 | 5313 | 5288 | 5354 |